# Iddingsita

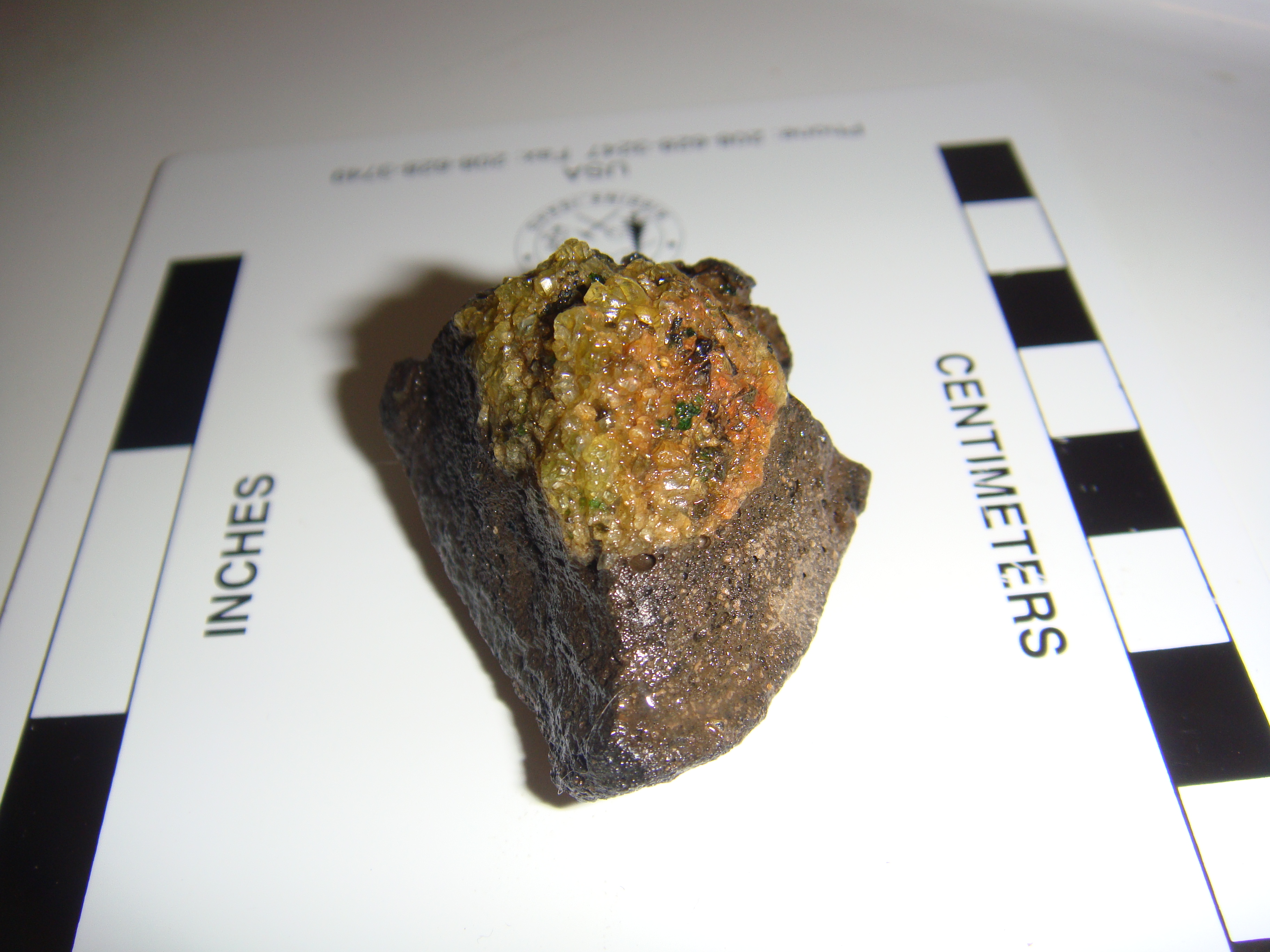
Xenolito con olivino parcialmente alterado a iddingsita.

La iddingsita es un material compuesto de minerales de la arcilla de los grupos de la esmectita y clorita, óxido de hierro y ferrihidrita. Es un producto común de la meteorización del olivino, dicha transformación ocurre fácilmente en presencia de agua. Aunque no es considerado un mineral su formula química aproximada es MgO·Fe2O3·3SiO2·4H2O.